# Racécourt
Racécourt település Franciaországban, Vosges megyében. Lakosainak száma 146 fő (2022. január 1.). Racécourt Ahéville, Bazegney, Bouzemont, Dompaire és Velotte-et-Tatignécourt községekkel határos.

## Népesség
A település népességének változása:
| Lakosok száma | 162  | 166  | 170  | 171  | 165  | 158  | 152  | 150  | 146  |
|               | 2013 | 2015 | 2016 | 2017 | 2018 | 2019 | 2020 | 2021 | 2022 |